# Antônio Tourinho Neto
Antônio Tourinho Neto (* 9. Januar 1964 in Jequié, Bahia) ist ein brasilianischer Geistlicher und römisch-katholischer Bischof von Cruz das Almas.

Wappen von Antônio Tourinho Neto.

## Leben
Antônio Tourinho Neto studierte an der Katholischen Universität von Salvador und am Theologischen Institut des Erzbistums São Sebastião do Rio de Janeiro, wo er 1990 das Lizenziat in Kanonischem Recht erwarb. Am 20. Januar 1990 empfing er das Sakrament der Priesterweihe für das Bistum Jequié.
In den folgenden Jahren war er unter anderem als Ehebandverteidiger, Promotor justitiae und Richter am Diözesangericht und dem Tribunal der Region Nordost III der Brasilianischen Bischofskonferenz. Von 1994 bis 2009 war er Dompfarrer an der Kathedrale Santo Antônio in Jequié und von 1999 bis 2007 sowie im Jahr 2012 Kanzler der Diözesankurie.
Zeitweise war er für die Berufungspastoral in Bistum Jequié verantwortlich und war geistlicher Leiter verschiedener kirchlicher Werke und Bewegungen, wie der Katholischen Charismatischen Erneuerung im Bundesstaat Bahia. Zehn Jahre lang war er zudem kirchlicher Assistent des Säkularinstituts der heiligen Angela Merici und einige Zeit Regionalkoordinator der Fazenda da Esperança und Spiritual des diözesanen Priesterseminars Johannes Paul II. Von 2010 bis 2014 war er Pfarrer in Brejões.
Am 12. November 2014 ernannte ihn Papst Franziskus zum Titularbischof von Satafi und zum Weihbischof in Olinda e Recife. Die Bischofsweihe spendete ihm der Bischof von Jequié, José Ruy Gonçalves Lopes OFMCap, am 17. Januar des folgenden Jahres. Mitkonsekratoren waren der Altbischof von Jequié, Cristian Jakob Krapf, und der Erzbischof von Olinda e Recife, Antônio Fernando Saburido OSB.
Am 22. November 2017 ernannte ihn Papst Franziskus zum ersten Bischof des mit gleichem Datum errichteten Bistums Cruz das Almas. Die Amtseinführung fand am 28. Januar des folgenden Jahres statt.